# 24 janvier en sport
24 décembre 24 février
Chronologies thématiques
- Croisades
- Ferroviaires
- Disney

Le 24 janvier (24e jour de l'année) en sport.

## Événements

### XXesièclede1901à1950
- 1905
  - (Sport automobile) : à Daytona Beach, Arthur MacDonald établit un nouveau record de vitesse terrestre : 168,42 km/h.

### XXesièclede1951à2000
- 1960
  - (Rallye automobile) : l'équipage allemand Walter Schock-Rolf Moll, sur Mercedes, remporte le 29e rallye automobile Monte-Carlo.
- 1976
  - (Rallye automobile) : arrivée du Rallye Monte-Carlo et victoire de Sandro Munari sur une Lancia Stratos.

### XXIesiècle
- 2016
  - (Compétition automobile /Rallye) : arrivée du 84e Rallye de Monte-Carlo et victoire du Français Sébastien Ogier et de son copilote Julien Ingrassia dans la 1re manche du Championnat du monde des rallyes 2016.

## Naissances

### XIXesiècle
- 1841 :
  - Robert Williams, archer américain. Champion olympique du round 60 yd par équipes puis médaillé d'argent du double york round et du double american round aux Jeux de Saint-Louis 1904. († 10 décembre 1914).
- 1855 :
  - Frank Hadow, joueur de tennis britannique. Vainqueur du Tournoi de Wimbledon 1878. († 29 juin 1946).
- 1870 :
  - Herbert Kilpin, footballeur puis entraîneur anglais. († 22 octobre 1916).
- 1895 :
  - Albert Divo, pilote de courses automobile français. († 19 septembre 1966).

### XXesièclede1901à1950
- 1913 :
  - Ray Stehr, joueur de rugby à XIII australien. († 2 juin 1983).
- 1917 :
  - Marcel Hansenne, athlète de demi-fond français. Médaillé de bronze du 800 m aux Jeux de Londres 1948. Médaillé de bronze du 800 m aux Championnats d'Europe d'athlétisme 1946 et d'argent à ceux de 1950. († 22 mars 2002).
- 1925 :
  - Olle Åberg, athlète de demi-fond suédois. († 20 décembre 2013).
  - Gus Mortson, hockeyeur sur glace puis entraîneur canadien. († 8 août 2015).
- 1937 :
  - Alfonso Martínez, basketteur espagnol. (146 sélections en équipe d'Espagne). († 17 avril 2011).
- 1939 :
  - Renate Garisch-Culmberger, athlète de lancer est-allemande puis allemande. Médaillée d'argent du poids aux Jeux de Rome 1960.
- 1943 :
  - Tony Trimmer, pilote de courses automobile britannique.
- 1947 :
  - Giorgio Chinaglia, footballeur italien. (14 sélections en équipe d'Italie). († 1er avril 2012).
- 1949 :
  - Guy Charron, hockeyeur sur glace puis entraîneur canadien.

### XXesièclede1951à2000
- 1952 :
  - Raymond Domenech, footballeur puis entraîneur français. (8 sélections en équipe de France). Sélectionneur de l'équipe de France de 2004 à 2010.
- 1954 :
  - Jo Gartner, pilote de courses automobile autrichien. († 1er juin 1986).
- 1955 :
  - Jim Montgomery, nageur américain. Champion olympique du 100 m nage libre, du relais 4 × 200 m nage libre, du 4 × 100 m 4 nages et médaillé de bronze du 200 m nage libre aux Jeux de Montréal 1976. Champion du monde du 100 m, et 200 m nage libre, des relais 4 × 100 m, 4 × 200 m et 4 × 100 4 nages 1973 puis Champion du monde du relais 4 × 100 m nage libre 1978.
- 1957 :
  - Mark Eaton, basketteur américain. († 28 mai 2021).
- 1958 :
  - Danny Geoffrion, hockeyeur sur glace canadien.
  - Altfrid Heger, pilote de courses automobile allemand.
  - Frank Ullrich, biathlète est-allemand puis allemand. Médaillé de bronze du relais 4 × 7,5 km aux Jeux d'Innsbruck 1976 puis champion olympique du 10 km, médaillé d'argent du 20 km et du relais 4 × 7,5 km aux Jeux de Lake Placid 1980. Champion du monde de biathlon du 10 km et du relais 4 × 7,5 km 1978, 1979 et 1981. Champion du monde de biathlon du 20 km et du relais 4 × 7,5 km 1982 puis champion du monde de biathlon du 20 km 1983.
- 1959 :
  - Michel Preud'homme, footballeur puis entraîneur belge. Vainqueur de la Coupe d'Europe des vainqueurs de coupe 1988. (58 sélections en équipe de Belgique).
- 1964 :
  - Stefano Cerioni, fleurettiste italien. Champion olympique par équipes  et médaillé de bronze en individuel aux Jeux de Los Angeles 1984 puis champion olympique en individuel aux Jeux de Séoul 1988. Champion du monde d'escrime par équipes 1985 et 1994.
  - Wolfgang Kaufmann, pilote de courses automobile allemand.
  - Carole Merle, skieuse alpine française. Médaillée d'argent du super-G aux Jeux d'Albertville 1992. Médaillée d'argent du géant aux CM de ski alpin 1989, du super-G aux CM de ski alpin 1991 et championne du monde de ski en géant 1993.
- 1973 :
  - Daniel Domaszewski, pilote de rallye-raid en quad argentin.
- 1974 :
  - Cyril Despres, pilote de moto de rallye-raid et pilote d'automobile de rallye-raid français. Vainqueur des Rallye Dakar 2005, 2007, 2010, 2012 et 2013 en moto.
- 1975 :
  - Gianluca Basile, basketteur italien. Médaillé d'argent aux Jeux d'Athènes 2004. Champion d'Europe de basket-ball 1999. Vainqueur de l'Euroligue 2010. (209 sélections en équipe d'Italie).
  - Rónald Gómez, footballeur costaricain. Vainqueur de la Coupe des champions 2005. (91 sélections en équipe du Costa Rica).
- 1976 :
  - Shae-Lynn Bourne, patineuse artistique de danse sur glace canadienne. Championne du monde de patinage artistique de danse sur glace 2003.
- 1978 :
  - Hrvoje Perinčić, basketteur croate. (2 sélections en équipe de Croatie).
- 1979 :
  - Tom Kostopoulos, hockeyeur sur glace canadien.
- 1980 :
  - Cirilo Garcia, rink hockeyeur franco-argentin.
  - Edo Terglav, hockeyeur sur glace puis entraîneur slovène. (26 sélections en équipe de Slovénie).
- 1982 :
  - Céline Deville, footballeuse française. (65 sélections en équipe de France).
  - Claudia Heill, judokate autrichienne. Médaillée d'argent des -63 kg aux Jeux d'Athènes 2004. († 31 mars 2011).
- 1983 :
  - Davide Biondini, footballeur italien.
  - Shaun Maloney, footballeur écossais. (39 sélections en équipe d'Écosse).
  - Gaëlle Skrela, basketteuse française. Médaillée d'argent au championnat d'Europe de basket-ball féminin 2013, 2015 et 2017. (73 sélections en équipe de France).
  - Scott Speed, pilote de F1 américain.
- 1984 :
  - Yotam Halperin, basketteur israélien. Vainqueur des Euroligue de basket-ball 2004 et 2005. (82 sélections en équipe d'Israël).
  - Benoît Huot, nageur handisport canadien. Champion paralympique à trois reprises et médaillé d'argent à trois reprises aux Jeux de Sydney 2000, champion paralympique à cinq reprises puis une médaille d'argent aux Jeux d'Athènes 2004, médaillé de bronze à 4 reprises aux Jeux de Pékin 2008, champion olympique, médaillé d'argent et de bronze aux Jeux de Londres 2012 puis médaillé de bronze aux Jeux paralympique de Rio 2016.
  - Jung Jin-sun, épéiste sud-coréen. Médaillé de bronze en individuel aux Jeux de Londres 2012. Champion d'Asie d'escrime en individuel et par équipes 2011, 2012 et 2014.
- 1985 :
  - Étienne Brower, basketteur français.
  - Lee Emanuel, athlète de demi-fond britannique.
  - Trey Gilder, basketteur américain.
- 1986 :
  - Thomas Bauer, handballeur autrichien. (151 sélections en équipe d'Autriche).
  - Vieirinha, footballeur portugais. Champion d'Europe de football 2016. (25 sélections en équipe du Portugal).
- 1987 :
  - Wayne Hennessey, footballeur gallois. (94 sélections en équipe du pays de Galles).
  - Luis Suárez, footballeur uruguayen. Vainqueur de la Copa América 2011 et de la Ligue des champions 2015. (113 sélections en équipe d'Uruguay).
  - Davide Valsecchi, pilote de courses automobile italien.
  - Kia Vaughn, basketteuse américano-tchèque.
  - Guan Xin, basketteuse chinoise. Championne d'Asie de basket-ball féminin 2009 et 2011. (19 sélections en équipe de Chine).
- 1988 :
  - John-John Dohmen, hockeyeur sur gazon belge. Médaillé d'argent aux Jeux de Rio 2016. Champion du monde de hockey sur gazon 2018. Champion d'Europe de hockey sur gazon masculin 2019. (386 sélections en équipe de Belgique).
  - Rosa Lindstedt, hockeyeuse sur glace russe. Médaillée de bronze aux Jeux de Vancouver 2010 et aux Jeux de Pyeongchang 2018.
  - DaJuan Summers, basketteur américain.
- 1989 :
  - Samba Diakité, footballeur franco-malien. (9 sélections avec l'équipe du Mali).
  - Trevor Mbakwe, basketteur américain.
  - Asano Nagasato, footballeuse japonaise. (11 sélections en équipe du Japon).
  - John-Patrick Smith, joueur de tennis australien.
- 1990 :
  - Joël Champagne, hockeyeur sur glace canadien.
  - Mehdi Tahrat, footballeur franco-algérien. Champion d'Afrique des nations 2019. (19 sélections avec l'équipe d'Algérie).
- 1991 :
  - Rodrigo Corrales, handballeur espagnol. Médaillé de bronze aux Jeux de Tokyo 2020. Champion d'Europe masculin de handball 2018 et 2020. (97 sélections en équipe d'Espagne).
  - Yannis Salibur, footballeur français.
  - Li Xuerui, joueuse de badminton chinoise. Championne olympique du simple aux Jeux de Londres 2012. Championne du monde de badminton par équipes 2014 et par équipes mixtes 2015. Championne d'Asie de badminton 2010 et 2012.
- 1992 :
  - Rebecca Downie, gymnaste britannique. Championne d'Europe de gymnastique artistique féminine des barres asymétriques 2014 et 2016.
  - Kevin Krawietz, joueur de tennis allemand.
  - Billy Yakuba Ouattara, basketteur français. (29 sélections en équipe de France).
- 1993 :
  - Devon Van Oostrum, basketteur anglais.
- 1994 :
  - Tommie Hoban, footballeur irlandais.
  - Daniel-André Tande, sauteur à ski norvégien. Champion olympique par équipe aux Jeux de Pyeongchang 2018. Champion du monde de vol à ski par équipes 2016, en individuel et par équipes 2018 puis par équipes 2020.
- 1996 :
  - Patrik Schick, footballeur tchèque. (35 sélections en équipe de Tchéquie).
- 1997 :
  - Ibrahim Drešević, footballeur suédo-kosovar. (24 sélections avec l'équipe du Kosovo).
  - Nirei Fukuzumi, pilote de courses automobile japonais.
  - Riccardo Orsolini, footballeur italien. (7 sélections en équipe nationale).
- 1998 :
  - Maryame Atiq, footballeuse hispanomarocaine. (4 sélections avec l'équipe du Maroc).
  - Mehdi Benabid, footballeur marocain.
  - Fali Candé, footballeur bissaoguinéen. (23 sélections en équipe de Guinée-Bissau).
  - Emil Jakobsen, handballeur danois. Médaillé d'argent aux Jeux de Tokyo 2020. Champion du monde masculin de handball 2021 et 2023. (60 sélections en équipe du Danemark).
  - Naji Marshall, basketteur américain.
  - Helena Paulo, handballeuse angolaise. Championne d'Afrique des nations féminin de handball 2021 et 2022. (45 sélections en équipe d'Angola).
  - Zhou Yuelong, joueur de snooker chinois.
- 1999 :
  - Shirine Boukli, judokate française. Médaillée de bronze des -48kg aux Jeux de Paris 2024. Championne d'Europe de judo des -48kg 2020, 2022 et 2023.
  - Vitalie Damașcan, footballeur roumano-moldave. (34 sélections en équipe de Moldavie).
  - Pape Gueye, footballeur franco-sénégalais. Vainqueur de la Coupe d'Afrique des nations 2021. (21 sélections avec l'équipe du Sénégal).
- 2000 :
  - Pavle Vagić, footballeur serbo-suédois.

### XXIesiècle
- 2002 :
  - Paulo Bernardo, footballeur portugais.
  - Amir Richardson, footballeur franco-américano-marocain. (3 sélections avec l'équipe du Maroc).
- 2003 :
  - Maudeline Moryl, footballeuse haïtienne. (12 sélections en équipe d'Haïti).
  - Hugo Novoa, footballeur espagnol.
  - Nikolas Veratschnig, footballeur autrichien.
- 2004 :
  - Darío Osorio, footballeur chilien.
- 2007 :
  - Oliver Højer, footballeur danois.

## Décès

### XXesièclede1901à1950
- 1915 :
  - Charles Taylor, 51 ans, joueur de rugby à XV gallois. (9 sélections en équipe du pays de Galles). (° 8 mai 1863).
- 1921 :
  - William Marshall, 71 ans, joueur de tennis britannique. (° 29 avril 1849).
- 1929 :
  - Wilfred Baddeley, 57 ans, joueur de tennis britannique. Vainqueur des Tournois de Wimbledon 1891, 1892 et 1895. (° 11 janvier 1872).
- 1935 :
  - Jock Drummond, 64 ans, footballeur écossais. (14 sélections en équipe d'Écosse). (° 13 avril 1870).
  - John Robertson, 57 ans, footballeur puis entraîneur écossais. (18 sélections en équipe d'Écosse). (° 25 février 1877).
- 1940 :
  - Alfred Schneidau, 72 ans, joueur de cricket britannico-français. Médaillé d'argent aux Jeux de Paris 1900. (° 5 février 1867).
- 1943 :
  - Joe Choynski, 75 ans, boxeur américain. (° 8 novembre 1868).

### XXesièclede1951à2000
- 1958 :
  - John McDonald, 70 ans, hockeyeur sur glace canadien. (° 28 février 1887).
- 1961 :
  - Alfred Gilbert, 76 ans, athlète de sauts puis homme d'affaires américain. Champion olympique de la perche aux Jeux de Londres 1908. (° 13 février 1884).
- 1977 :
  - Marc Detton, 75 ans, rameur français. Médaillé d'argent en double-scull aux Jeux de Paris 1924. (° 20 février 1901).
- 1978 :
  - Georges Speicher, 70 ans, cycliste sur route français. Champion du monde de cyclisme sur route 1933. Vainqueur du Tour de France 1933 et de Paris-Roubaix 1936. (° 8 juin 1907).
- 1989 :
  - Roberto Figueroa, 84 ans, footballeur uruguayen. Champion olympique lors des Jeux de 1928. (9 sélections en équipe d'Uruguay). (° 20 mars 1904).
- 1996 :
  - Sándor Iharos, 65 ans, athlète de fond et demi-fond hongrois. Détenteur du Record du monde du 10 000 m du 15 juin 1956 au 11 septembre 1956 et du 1 500 m du 28 juillet 1955 au 3 août 1956. (° 10 mars 1930).

### XXIesiècle
- 2004 :
  - Leônidas da Silva, 90 ans, footballeur brésilien. (19 sélections en équipe du Brésil). (° 6 septembre 1913).
- 2010 :
  - FitzRoy Somerset, 82 ans, pilote de courses automobile et homme politique britannique. (° 6 novembre 1927).
- 2012 :
  - Pierre Sinibaldi, 87 ans, footballeur puis entraîneur français. (2 sélections en Équipe de France de football). (° 29 février 1924).
- 2014 :
  - Henri Riu, 93 ans, joueur de rugby à XV et à XIII français. (2 sélections avec l'Équipe de France de rugby à XIII). (° 26 janvier 1920).
- 2015 :
  - Toller Cranston, 65 ans, patineur artistique individuel canadien. Médaillé de bronze aux Jeux d'Innsbruck 1976. (° 20 avril 1949).
- 2018 :
  - Lahlali Akkak, 65 ans, footballeur algérien. (4 sélections en équipe nationale). (° 16 juillet 1952).
- 2019 :
  - Vito Andrés Bártoli, 89 ans, footballeur puis entraîneur argentin. (° 25 mai 1929).
- 2020 :
  - Juan José Pizzuti, 92 ans, footballeur puis entraîneur argentin. Vainqueur de la Copa América 1959. Sélectionneur de l'équipe d'Argentine entre 1970 et 1972. (12 sélections en équipe nationale). (° 9 mai 1927).
  - Robert Rensenbrink, 72 ans, footballeur néerlandais. Finaliste de la Coupe du monde en 1974 et 1978. Vainqueur de la Coupe d'Europe des vainqueurs de coupe en 1976 et 1978 avec le RSC Anderlecht. (46 sélections en équipe nationale). (° 3 juillet 1947).